# Ivasivka Mátyás
Ivasivka Mátyás (Miskolc, 1933. január 12. – Pécs, 2023. november 8.) magyar zenetanár, karnagy, zenetudós.

## Élete
Középiskolai tanulmányait Pécsett a Széchenyi István Gimnáziumban kezdte, majd a Nagy Lajos Gimnáziumban fejezte be. Majd elvégezte a Liszt Ferenc Zeneművészeti Főiskola tanárképző tagozatát Pécsett, ahol többek között Agócsy László, Antal György és Graef Matild tanítványaként végzett zenetanárként.
1952–53-ban a pécsi Liszt Ferenc Zeneiskola óraadó szolfézstanára volt. Ezt követően Zalaegerszegen a Goldmark Károly Zeneiskola és a Tanítóképző Intézet zenetörténet- és szolfézstanára (1953–1957), majd a Nagy Lajos Gimnázium (1957–2006) és a Janus Pannonius Gimnázium (1957–1990) tanára. Utóbbiban Kodály segítségével 1963-ban létrehozta az első pécsi középiskolai ének-zene tagozatot, melynek 1973-ig vezetője volt. A Nagy Lajos Gimnáziumban vonószenekart, vegyeskart, férfi vokálegyüttest, leánykart vezetett, 1965-ben megalapította az ország első Orff-együttesét.
Három évtizeden át vezette a Mecseki Szénbányák Kodály Zoltán Férfi karát. A Janus Pannonius Női Kamarakórus, a Kodály Zoltán Férfikar karnagya, a Magyar Cserkészszövetség kerületi elnöke, a Magyar Cserkészszövetség zenei vezetője, a pécsi 10. sz. P. Á. R. cserkészcsapat parancsnoka.

## Munkássága
Középiskolai együtteseivel a keszthelyi Helikonokon 61 aranyérmet nyert, 16-szor fődíjat is.
Ő mutatta be Kodály Zoltán Mohács című művét (1965) s az általa összeállított Hét japán biciniumot (1986). Karai József, Birtalan József, Szabó Csaba és pécsi szerzők, Tillai Aurél, Várnai Ferenc, Papp Zoltán műveinek ősbemutatói mellett világhírű zeneszerzőkkel való kapcsolatai révén hazai bemutatókat vezényelt Britten: Missa brevis, Orff: Rota, Stravinsky: Credo).
Mintegy 2000 ismeretterjesztő előadást tartott, írásai magyar, olasz, német lapokban jelentek meg. 10 zenei és cserkészkönyvet irt, 2007-ben világszerte terjesztett centenáriumi CD-t készített.
Felesége, Halmi Sarolta középiskolai matematikatanár, négy gyermeke, hét unokája van (2020-ig).

## Művei

### Zeneszerzőként
Női kar
- Mecseki körtánc (1960)
- Négy epigramma (1968)
- „Már kél a fénynek csillaga” – három gregoriánum (1975)
- Küzdelmed sose bánd! (Janus Pannonius, 1983)
- Ave Maria (1993)
- Uygur–magyar fantázia (1998)

Vegyeskar
- Pécsi diákinduló (1959)
- Az igaz cserkész (Keresztury Dezső – 1990)
- Boldog Özséb himnusz (Gérecz Attila – 2005)

Vonószenekar
- Kis tavaszi szvit (1958)

### Kötetei
- Cserkészek daloskönyve; összeáll. Ivasivka Mátyás; Márton Áron Kiadó, Budapest, 1991 (Cserkészvezetők kiskönyvtára)
- Cserkészek játékoskönyve; Márton Áron Kiadó, Budapest, 1991 (Cserkészvezetők kiskönyvtára)
- Ivasivka Mátyás–Arató László: Sziklatábor. A magyarországi katakombacserkészet története. Visszaemlékezések és dokumentumok, (1945–) 1948–1988; Új Ember–Márton Áron Kiadó, Budapest, 2006
- Ivasivka Mátyás–Kovács Attila: Pécsi concerto. Fejezetek Pécs zenetörténetéből. Világhírű külföldi, magyar és helyi zeneszerzők kapcsolata Péccsel és Baranyával; Alexandra, Pécs, 2011 + 2 CD
- "Mezítláb vállalom, de gyalog nem". Viccek, anekdoták; Pro Pannonia, Pécs, 2013 (Pannónia könyvek)
- A magyar cserkészet rövid története, 1912–1988. A magyar cserkészet elindulása és kibontakozása, 1912–1948. A cserkészet üldöztetése, "katakomba" évtizedek magyar földön, 1948–1988; szerzői, Székesfehérvár, 2014

## Elismerései
- Pécs Város Művészeti Díja (1996)
- Szent Gellért-díj I. fokozat (1996)
- Magyar Köztársasági Érdemrend Arany Érdemkeresztje
- Pécs Város Érdemes Tanára (1998)
- Kodály Zoltán-emlékdíj (2007)
- Jubileumi Emlékérem (2013)